# 木浦機場
木浦機場（：／ Mokpo Gonghang */?）是一間位於大韓民國全羅南道木浦市的機場。在2007年11月位於務安郡的務安國際機場開始營運後，務安機場取代了木浦機場的地位，因此在同月本機場也隨之關閉。

## 年表
- 1967年4月28日：開工[3]。
- 1970年1月15日：公共用飛行場指定公告[4]。
- 1992年7月1日：大韓航空開設首爾線[5]。
- 1992年12月3日：韓亞航空開設首爾線。1日2班。
- 1993年2月1日：大韓航空開設濟州線。1日2班[6]。
- 1993年7月26日：韓亞航空733號班機空難。
- 1994年10月1日：大韓航空開設釜山線。1日1班。
- 1997年2月17日：滑行道擴建工程，暫停營運。
- 1997年6月17日：重新營運。
- 2000年10月15日：大韓航空廢止釜山線[7]。
- 2003年3月20日：大韓航空廢止首爾線。
- 2004年1月1日：韓亞航空首爾線減班。1日1班。
- 2004年2月16日：開啟朝鲜航線。
- 2004年5月1日：大韓航空廢止濟州線。
- 2004年7月1日：停車場免費開放。
- 2007年11月23日：機場營運終止。[8]。

## 事故
- 韓亞航空733號班機空難

## 條目
1. ↑  世界航空数据库中的RKJM机场数据，数据截止日期：2006年10月。來源：DAFIF.
2. ↑  在大圆制图人（Great Circle Mapper）上的MPK机场信息 （来源：DAFIF 2006年10月生效）.
3. ↑  第14159号、1967年4月29日、3版、1面。
4. ↑  第5447号、1970年1月16日
5. ↑  第8364号、1992年7月5日、18面。
6. ↑  第13797号、1993年1月30日、22面。
7. ↑  第12023号、2001年10月8日、47版、39面。
8. ↑  第16635号、2007年11月23日、379ページ。

34°45′32.06″N 126°22′47.54″E / 34.7589056°N 126.3798722°E